# Valdeltagande

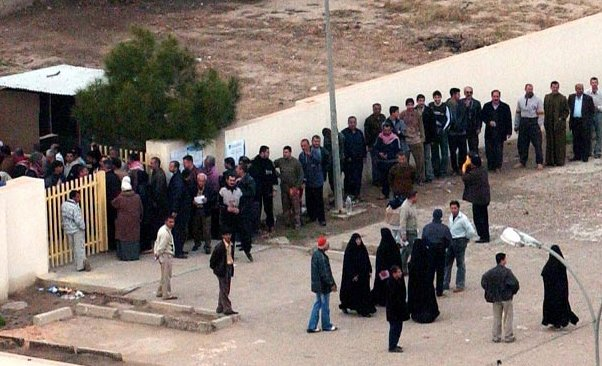
Väljare som ställer upp sig utanför en vallokal i Bagdad under det irakiska valet 2005. Valdeltagandet ansågs vara högt trots omfattande oro för våld.

Valdeltagande är andelen berättigade väljare som lägger en röst i ett val. Rösträtten varierar beroende på land, och den röstberättigade befolkningen bör inte förväxlas med den totala vuxna befolkningen. Ålder och medborgarskap är ofta bland kriterierna som används för att fastställa berättigande, men vissa länder begränsar även berättigande baserat på kön, ras eller religion.
Efter att ha ökat i många decennier har det förekommit en trend att minska valdeltagandet i de flesta etablerade demokratier sedan 1980-talet. I allmänhet anses lågt valdeltagande beror på: desillusionering, likgiltighet eller en känsla av meningslöshet (uppfattningen att ens röst inte kommer att göra någon skillnad). Enligt statsvetare Adam Bonica och Michael McFaul finns det en samsyn bland statsvetare att "demokratier klarar sig bättre när fler röstar".